# Íber Maraví
Íber Antenor Maraví Olarte (Ayacucho, 19 de mayo de 1961) es un actor, compositor, abogado, profesor, dirigente sindical y político peruano. Fue ministro de Trabajo y Promoción del Empleo del Perú en el gobierno de Pedro Castillo desde el 29 de julio de 2021 hasta el 6 de octubre de 2021.

## Biografía
Nació en Ayacucho. Estudió derecho y ciencias políticas en la Universidad Nacional San Luis Gonzaga de Ica. Se desempeñó como docente en su ciudad natal.
Maraví fue presidente del Frente de Defensa de Ayacucho, y secretario regional de SUTE Ayacucho.
Se casó con María Sara Pérez Vallejo, hija del senderista Hildebrando Pérez Huarancca. También es cantante, compositor y actor. Participó en las películas El demonio de los Andes en 2014 y La casa rosada en 2016. También ha sido dirigente sindical de maestros en su región.

## Carrera política
En las elecciones generales de 2006, se postuló como congresista por Avanza País en Ayacucho, obteniendo 4,363 votos lo que no fue suficiente para conseguir un escaño.
Fue regidor de la provincia de Huamanga durante 2015 y 2018 por el movimiento Unidos por el Desarrollo de Ayacucho.

### Ministro de Trabajo y Promoción del Empleo
El 29 de julio de 2021, fue nombrado Ministro de Trabajo y Promoción del Empleo del Perú por el presidente Pedro Castillo.
El 31 de agosto, Maraví puso su cargo a disposición del presidente peruano, manteniéndose en el ministerio.
El 6 de octubre renunció a la cartera de Trabajo a pedido del presidente Castillo, siendo remplazado por Betssy Chávez.

## Controversias

### Disturbios en Huamanga
En julio de 2009 se solicitó 12 años de prisión contra Maraví, debido a acciones de violencia y vandalismo durante unas protestas en Huamanga en 2004. Tras esto se ordenó su detención al ser declarado reo ausente.

### Presuntos vínculos al MOVADEF
El diario Perú21, del grupo El Comercio, acusó a Maraví de haber sido dirigente del MOVADEF, brazo político de Sendero Luminoso, del Comité Nacional de Reorientación y Reconstitución del SUTEP (CONARE-SUTEP), una organización donde el MOVADEF participó por años, y de haber sido «cabecilla» de atentados terroristas en los años ochenta.  Luego de las elecciones de 2021, al ser cuestionado sobre el tema, Maraví declaró: «Para mí lo principal es que no soy parte del MOVADEF, no comparto las ideas del MOVADEF, estoy al margen de eso. Nunca me van a sacar una prueba donde yo he participado con el MOVADEF». También declaró no haber sido parte del CONARE, pues, según él, este «órgano de dirección» nunca tuvo presencia en Ayacucho, retando a sus detractores a presentar documentos de evidencia, y subrayando que un trabajo de inteligencia nunca es conclusivo.
Perú21 siguió relacionando a Maraví con el MOVADEF, esta vez por reunirse con representantes del FUNETCINCENSES, una organización con seis de sus veintitrés miembros ligados al MOVADEF. Ante ello, Maraví declaró que suele reunirse con una serie de sindicatos y organizaciones laborales, que el sindicato referido hizo un pedido formal de reunión, y negó las acusaciones de Perú21 en numerosos artículos y editoriales.
El diario El Comercio enfatizó luego que los mismos documentos de inteligencia referidos por Perú21 mencionaron a Maraví en un atentado durante 1981, aunque Maraví figura como «no habido». Estos, basados en declaraciones de dos testigos de 1981, identificaron a los senderistas Edith Lagos y Arturo Morote, así como al conocido «monstruo de Lucanamarca», además de identificar a Iber Maraví.
Ante ello, Maraví afirmó haber conocido a Edith Lagos en la secundaria, pero expresó que no tuvo relación con los atentados policiales, ni haber sido procesado ni sentenciado judicialmente por algún acto parecido en el pasado (en 2004 se desestimó una denuncia contra él por los hechos mencionados).  Afirmó no haber formado parte de la fundación del CONARE. En un comunicado a la opinión pública difundido en Facebook, y a través de Twitter, el ministro Maraví sostuvo que los ataques a su imagen eran falsos e injustificables, además de enfatizar los progresos de su gestión en el Ministerio del Trabajo. Pero allí también reconoció que su esposa y su suegra firmaron planillas de solicitud para inscribir a MOVADEF en 2011; junto, como es sabido, a otros 249 militantes de Perú Libre. Luego de otorgarle la confianza al gabinete Bellido en agosto de 2021, varios miembros de la derecha del Congreso de la República pidieron su destitución.

### Liderazgo del FREDEPA
Luego de la detención de Rocío Leandro Melgar, lideresa del FREDEPA y vinculada a la organización terrorista Sendero Luminoso, Maraví se convirtió en su cara visible de la organización. Con anterioridad, Maraví fue captado en una reunión de dirigentes del FREDEPA en diciembre del 2022, en la convulsión social, donde pedía a los asistentes que luchen por la libertad de Pedro Castillo y el cierre del congreso.

## Filmografía
- El demonio de los andes (2014)
- La casa rosada (2016)